# Alexei Ramírez
Alexei Fernando Ramírez (né le 22 septembre 1981 à Pinar del Río, Cuba) est un joueur d'arrêt-court des Rays de Tampa Bay de la Ligue majeure de baseball. 
Il joue ses 8 premières saisons chez les White Sox de Chicago, qu'il représente au match des étoiles en 2014 et avec qui il remporte le Bâton d'argent du meilleur joueur d'arrêt-court offensif de la Ligue américaine en 2010 et 2014.
Avec l'équipe de Cuba, Ramírez remporte une médaille d'or en baseball aux Jeux olympiques d'été de 2004.

## Carrière

### À Cuba
Ramírez joue en club avec la formation des Pinar del Río Vegueros de 2001 à 2007 en Championnat de Cuba. Il connait sa meilleure saison en 2002 avec une moyenne au bâton de 0,342.
Sélectionné en équipe de Cuba, il remporte la médaille d'or olympique en 2004. Ramirez participe également à la Classique mondiale de baseball 2006, où les Cubains s'inclinent en finale face au Japon. Il évolue alors principalement comme joueur de deuxième base ou en champ extérieur. 
Lors de sa dernière saison en club à Cuba en 2007, il compte une moyenne au bâton de 0,338 pour 20 coups de circuit. Sur ses sept saisons au plus haut niveau à Cuba avec Pinar del Rio, sa moyenne au bâton est de 0,335 ; Il est parvenu à se maintenir au-dessus des 0,300 lors des six saisons complètes qu'il a disputé. 

### En Ligue majeure

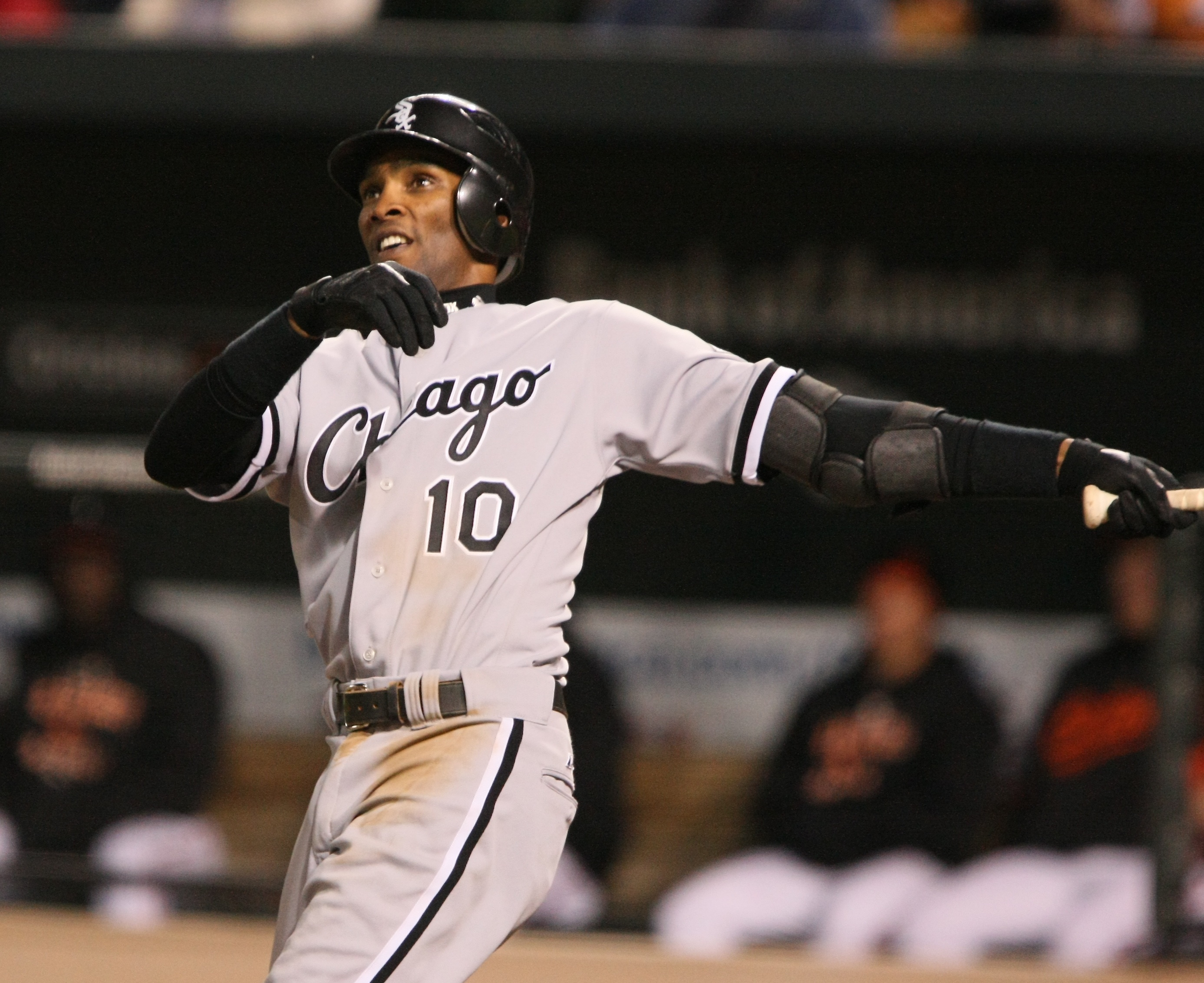
Alexei Ramírez en 2009.

Ramirez fuit Cuba via la République dominicaine en septembre 2007 et s'engage pour quatre saisons contre 4,75 millions de dollars chez les White Sox de Chicago le 21 décembre 2007. Il fait ses débuts en Ligue majeure le 31 mars 2008.
À l'issue d'une belle première saison en Ligue majeure, notamment marquée par quatre grands chelems, il termine deuxième du vote désignant la meilleure recrue de l'année 2008 en Ligue américaine, derrière Evan Longoria des Rays de Tampa Bay. À son année recrue, Ramírez compte 139 coups sûrs dont 22 doubles et 21 circuits, pour aller avec sa moyenne au bâton de ,290 et ses 77 points produits.
En 148 matchs en 2009, il réussit 150 coups sûrs dont 15 circuits, avec une moyenne au bâton de ,277 et 68 points produits.
En 2010, Ramirez frappe pour,282 avec 18 circuits et 70 points produits. Il atteint un nouveau record personnel de 165 coups sûrs en saison régulière. Il remporte le Bâton d'argent du meilleur joueur offensif de la Ligue américaine à la position d'arrêt-court, une première pour lui.
En 2011, Ramirez frappe 15 circuits, produit 70 points et frappe pour ,269 de moyenne au bâton. Il égale son total de 165 coups sûrs de la saison précédente et, avec deux doubles de plus qu'en 2010, réussit un nouveau record personnel de 31 coups de deux buts.

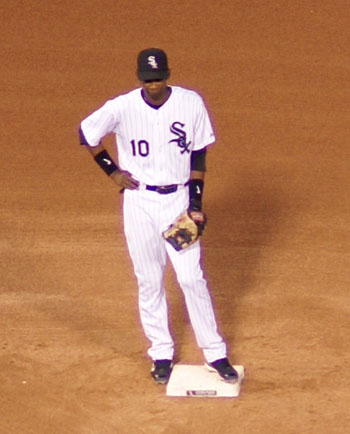
Alexei Ramírez en défensive lors d'un match des White Sox en 2008.

En 2012, il frappe pour ,265 de moyenne au bâton en 158 parties jouées avec 73 points produits et un nouveau record personnel de 20 buts volés. En revanche, il ne marque que 59 points, soit 22 de moins que la saison d'avant et 24 de moins que son record de 83 en 2010. Sa moyenne de présence sur les buts est très faible en 2012 : elle ne s'élève qu'à ,287.
En 2013, Ramírez vole 30 buts, son nouveau meilleur total en une saison et bat son record personnel de doubles, avec 39. Sa moyenne au bâton s'élève à ,284 en 158 matchs joués et il rehausse sa moyenne de présence sur les buts à des niveaux à peu près équivalents à ses autres saisons, hormis 2012, soit une moyenne de ,313. Il frappe 6 circuits et produit 48 points. En revanche, ses lacunes en défensive sont de plus en plus préoccupantes. Il mène d'ailleurs en 2013 tous les joueurs d'arrêt-court de la Ligue américaine et tous ceux du baseball majeur, à égalité avec Starlin Castro des Cubs de Chicago, pour le nombre d'erreurs. Ces 22 erreurs sont d'ailleurs un sommet peu enviable parmi tous les joueurs de position de la Ligue américaine en 2013.
Le 17 avril 2014, Ramírez bat le record de franchise des White Sox de 15 matchs consécutifs avec au moins un coup sûr pour commencer une saison, alors qu'il éclipse la marque établie par Frank Thomas en 1996. La série prend fin le 19 avril après 17 matchs. Ramírez est invité au match des étoiles 2014, une première sélection en carrière pour le joueur des Sox.

### Padres de San Diego
Le 22 janvier 2016, Ramírez signe un contrat de 4 millions de dollars pour une saison chez les Padres de San Diego.

### Rays de Tampa Bay
Libéré par les Padres le 4 septembre 2016, il signe 4 jours plus tard un contrat avec les Rays de Tampa Bay.

## Statistiques
| Saison | Équipe     | G   | AB   | R   | H   | 2B | 3B | HR | RBI | SB | BA    |
| ------ | ---------- | --- | ---- | --- | --- | -- | -- | -- | --- | -- | ----- |
| 2008   | Chicago WS | 136 | 480  | 65  | 139 | 22 | 2  | 21 | 77  | 13 | 0,290 |
| 2009   | Chicago WS | 148 | 542  | 71  | 150 | 14 | 1  | 15 | 68  | 14 | 0,277 |
| 2010   | Chicago WS | 156 | 585  | 83  | 165 | 29 | 2  | 18 | 70  | 13 | 0,282 |
| Totaux | Totaux     | 440 | 1607 | 219 | 454 | 65 | 5  | 54 | 215 | 40 | 0,283 |

| Saison | Équipe     | G | AB | R | H | 2B | 3B | HR | RBI | SB | BA    |
| ------ | ---------- | - | -- | - | - | -- | -- | -- | --- | -- | ----- |
| 2008   | Chicago WS | 4 | 12 | 1 | 3 | 0  | 0  | 0  | 2   | 0  | 0,283 |
| Totaux | Totaux     | 4 | 12 | 1 | 3 | 0  | 0  | 0  | 2   | 0  | 0,283 |

Note : G = Matches joués ; AB = Passages au bâton; R = Points ; H = Coups sûrs ; 2B = Doubles ; 3B = Triples ; 
HR = Coup de circuit ; RBI = Points produits ; SB = Buts volés ; BA = Moyenne au bâton.